# Housing and Development Board
Pour les articles homonymes, voir HDB.
Le Housing and Development Board (abb : HDB, chinois : 建屋发展局; malais : Lembaga Pembangunan dan Perumahan ; tamoul : வீடமைப்பு வளர்ச்சிக் கழகம்), en français Conseil des Logements et du Développement est une commission statutaire du Ministry of National Development de Singapour, responsable de l'administration des logements sociaux à Singapour. Le HDB est en général considéré comme l'agence ayant permis l'éradication des bidonvilles et squats de Singapour dans les années 1960 tout en relocalisant les habitants dans des logements à coûts modiques construits par l'État.

## Historique

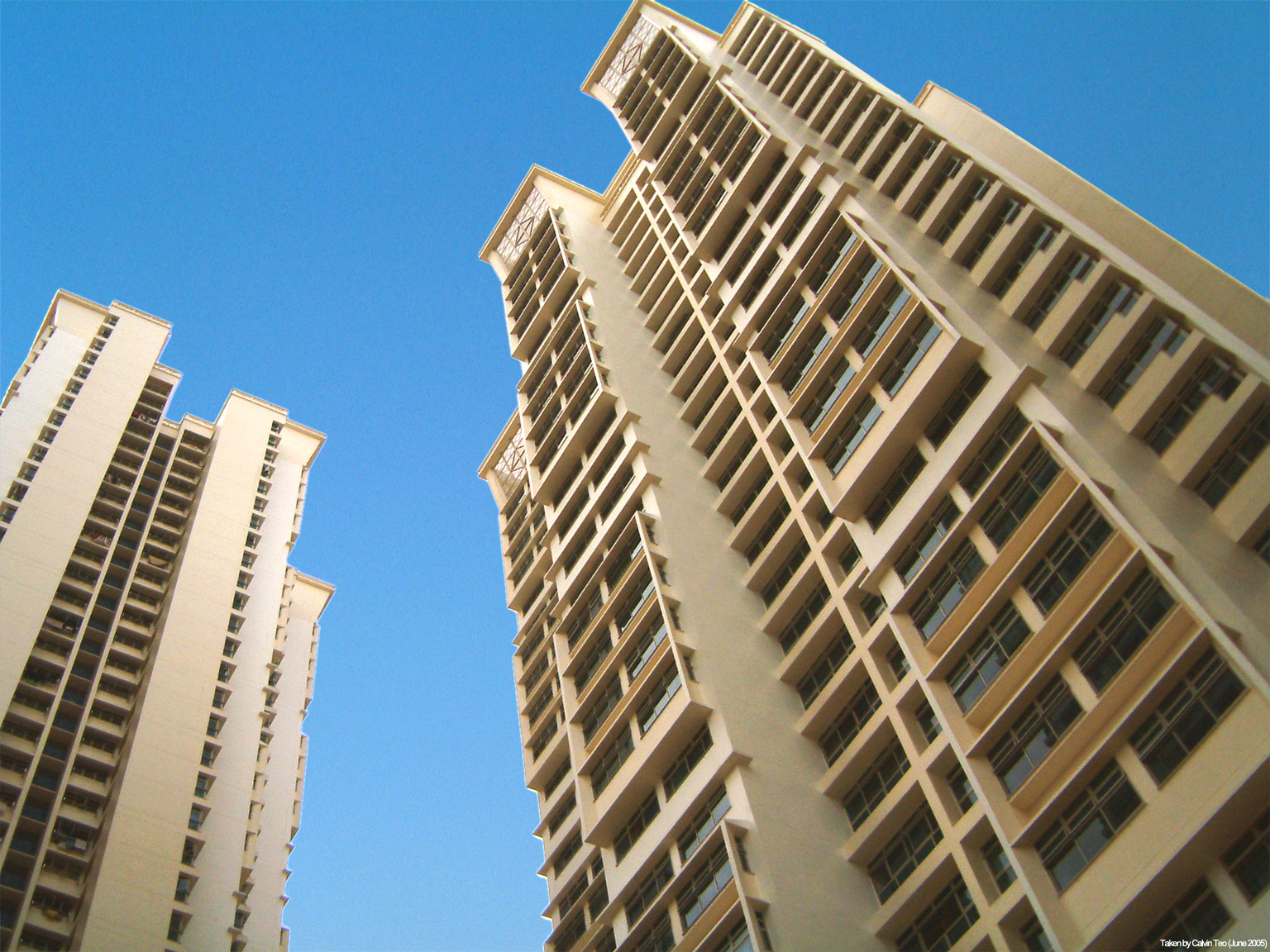
Un immeuble de type HDB dans le quartier de Queenstown.

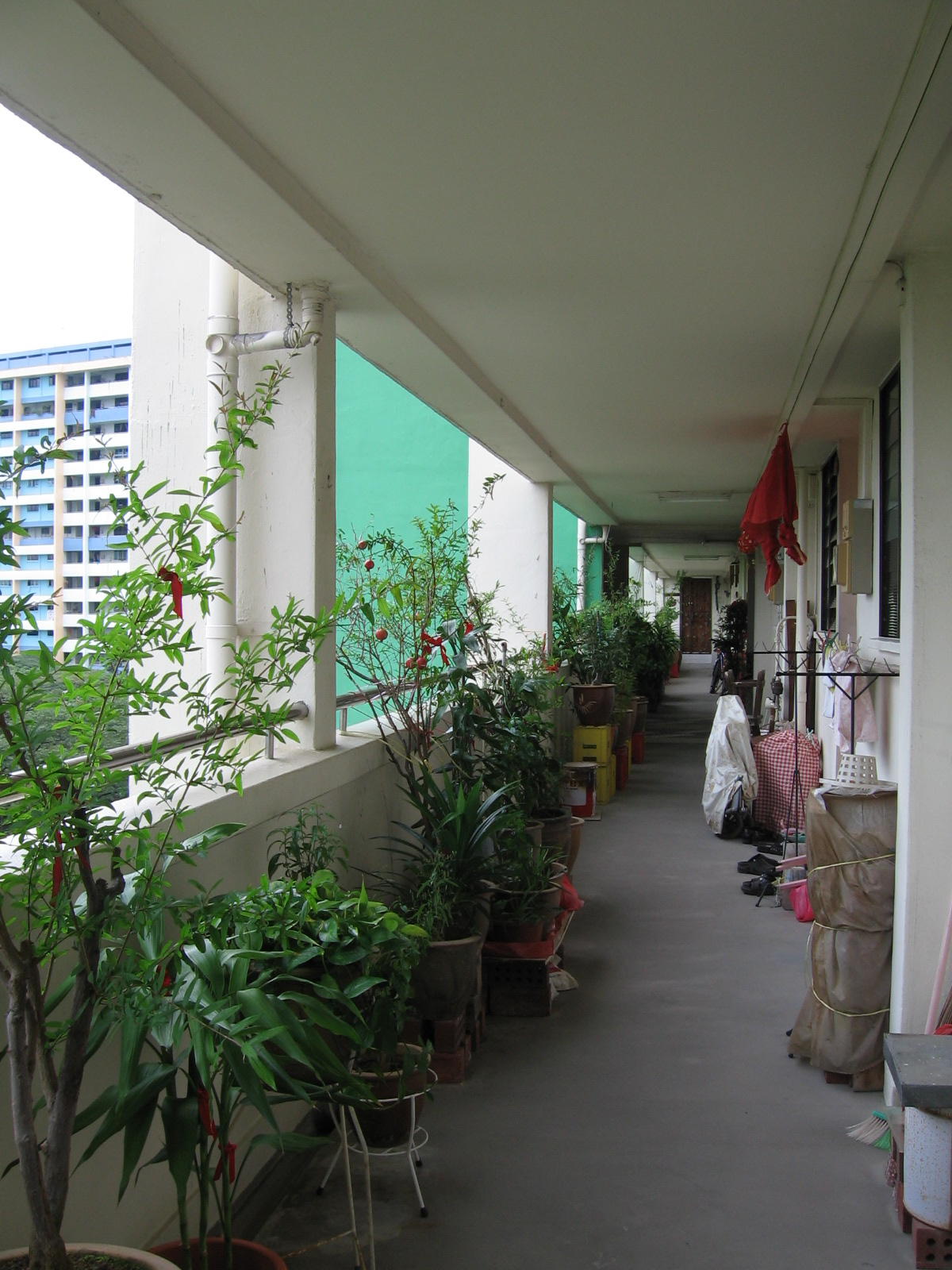
Les résidents d'un logement HDB partagent un couloir extérieur commun avec leurs voisins.

Peu de temps après avoir obtenu son autonomie, Singapour dut affronter une sérieuse pénurie de logements. Cette pénurie existait avant-guerre mais celle-ci fut exacerbée par les destructions intervenues pendant la bataille de Singapour et lors de l'occupation par les forces japonaises, couplée à un taux de construction faible. En 1947, un rapport du comité britannique pour le logement (British Housing Committee Report) indiquait que Singapour avait l'un des « pires bidonvilles de la planète - une honte pour la société civilisée » et que la densité était de 18,2 personnes par bâtiment dans une cité où les immeubles étaient rares à l'époque. En 1959, la pénurie de logements demeurait un problème majeur. Un document du HDB estime qu'en 1966, 300 000 personnes vivent dans des bidonvilles dans les zones périurbaines tandis qu'environ 250 000 autres résident dans des échoppes sordides en centre-ville. Lors de la campagne électorale de 1959, le PAP reconnut que le logement devait recevoir une attention particulière et sans délais et a promis de fournir des solutions de logements abordables pour les populations les plus défavorisées s'il était au pouvoir. Après un large succès aux élections et la formation d'un nouveau gouvernement, une loi sur le développement et le logement fut adoptée en 1960, menant à la création du Housing and Development Board en remplacement de l'existant Singapore Improvement Trust.
Dirigé par Lim Kim San, sa priorité fut de construire autant de logements bon marché que possible via l'introduction d'un plan quinquennal. Les premières habitations furent essentiellement construites afin d'être louées aux populations à faible revenu. Un programme d'accès à la propriété fut également mis en place pour permettre à ces populations de devenir propriétaire plutôt que de payer un loyer. Alors que le programme était destiné à être une protection face à l'inflation, il est devenu un moyen de protection financière. Plus tard, les Singapouriens furent autorisés à utiliser leur épargne obligatoire du CPF pour financer l'achat de leur logement. Ces mesures ne furent cependant pas suffisantes dans un premier temps pour convaincre les populations de quitter leur bidonvilles pour ces nouvelles habitations. Ce n'est qu'après l'incendie de Bukit Ho Swee en 1961 et qui provoqua la destruction de 2 200 logements, laissant à la rue 16 000 personnes que les logements du HDB connurent un certain attrait pour ces personnes.
Le HDB estime que 147 000 nouvelles habitations étaient nécessaires entre 1960 et 1969, dont 80 000 au titre de lutte contre la pénurie de logements, 20 000 pour permettre le redéveloppement du centre-ville et 47 000 pour faire face à l'accroissement de la population, soit une moyenne de 14 000 nouveaux logements par an. Le secteur privé n'était en mesure que de fournir 2 500 logements par an et à des prix inaccessibles pour les foyers à faible revenu. 54 430 habitations furent construites par le HDB entre 1960 et 1965. En raison de l'espace restreint disponible sur l'île de Singapour, le HDB opta pour la construction d'immeubles de grande taille et à haute densité.

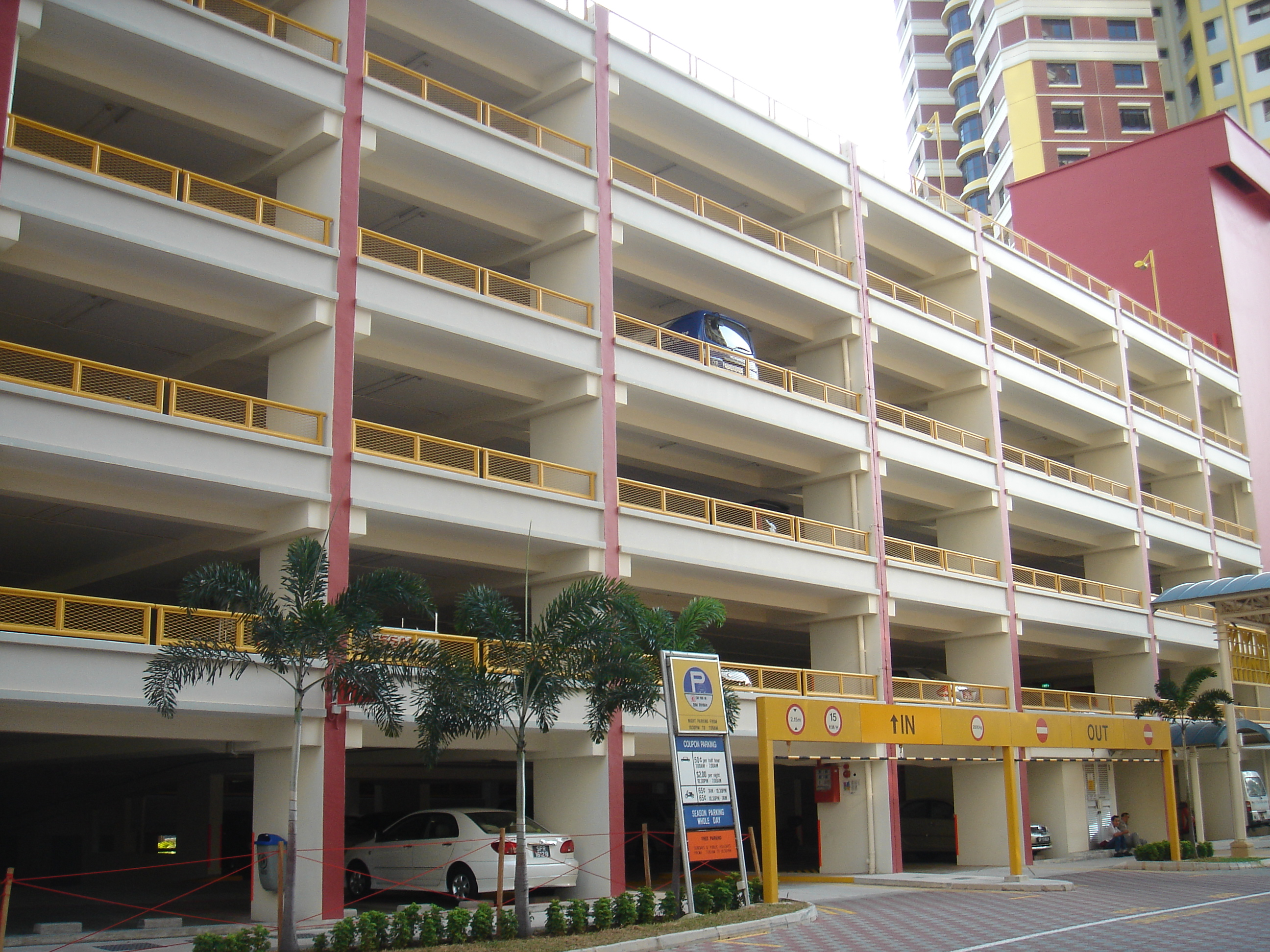
Des bâtiments multi-étages dédiés au stationnement sont également construits par le HDB.

Les mesures du HDB furent en grande partie conformes au manifeste établi par le gouvernement de Singapour, assurant la promotion des idées de cohésion sociale et de patriotisme voulues par celui-ci au sein du pays. En 1968, les citoyens furent autorisés à utiliser leur épargne obligatoire du Central Provident Fund (anglais : Fonds de Prévoyance Centralisé) pour acquérir et posséder leurs foyers qu'ils louaient jusqu'à présent afin de leur donner un intérêt et une implication dans le développement du pays ainsi que pour les inciter à travailler de leur mieux. En 1980, des quotas furent établis afin de garantir qu'aucun groupe ethnique ne soit rassemblé sur un seul district et prévenir toute forme de ghetto ainsi que pour empêcher une stratification sociale qui pourrait mener à des conflits sociaux. Ainsi, les différents groupes sociaux et ethniques de Singapour partagent et vivent dans les mêmes grands ensembles et villes nouvelles.
Dans les années 1990, le HDB apporta une attention particulière à la rénovation et l'amélioration des logements existants, mettant notamment en place des ascenseurs servant chaque étage (les ascenseurs de certains immeubles ne desservant que certains étages jusqu'alors). Des appartements d'une pièce furent construits spécialement pour répondre aux besoins des plus âgés, mais la plupart de ces unités furent rapidement acquises par de jeunes célibataires.
Le 10 juin 2002, le quartier général du HDB quitta le district de Bukit Merah pour la ville nouvelle de Toa Payoh.
Le 1er juillet 2003, la branche construction (Building & Development) du HDB fut privatisée et prit le nom de « HDB Corporation Pte. Ltd. » avant d'être rebaptisée « Surbana Corporation Pte. Ltd. » dont le siège social se situe dans l'ancien quartier général du HDB à Bukit Merah.

## Moyens
Au 31 mars 2011, le bilan du HDB indiquait que l'agence est valorisée à 14 534 879 000 de SGD (environ 8,16 milliards d'Euros), dégageant un revenu net de 79 855 000 SGD et disposant d'une réserve de 6 017 717 000 SGD.

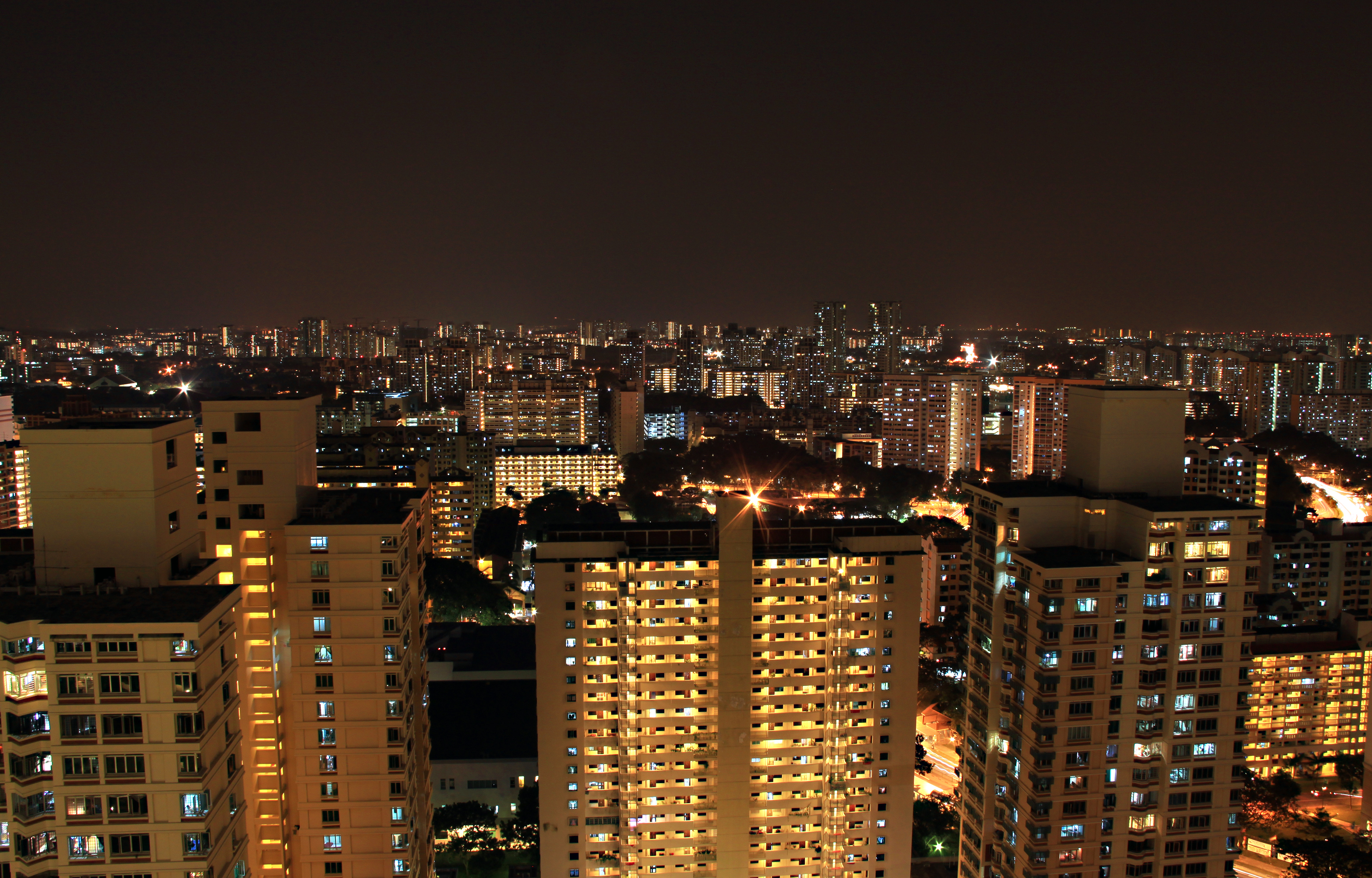
Vue nocturne d'un immeuble HDB dans Toa Payoh.
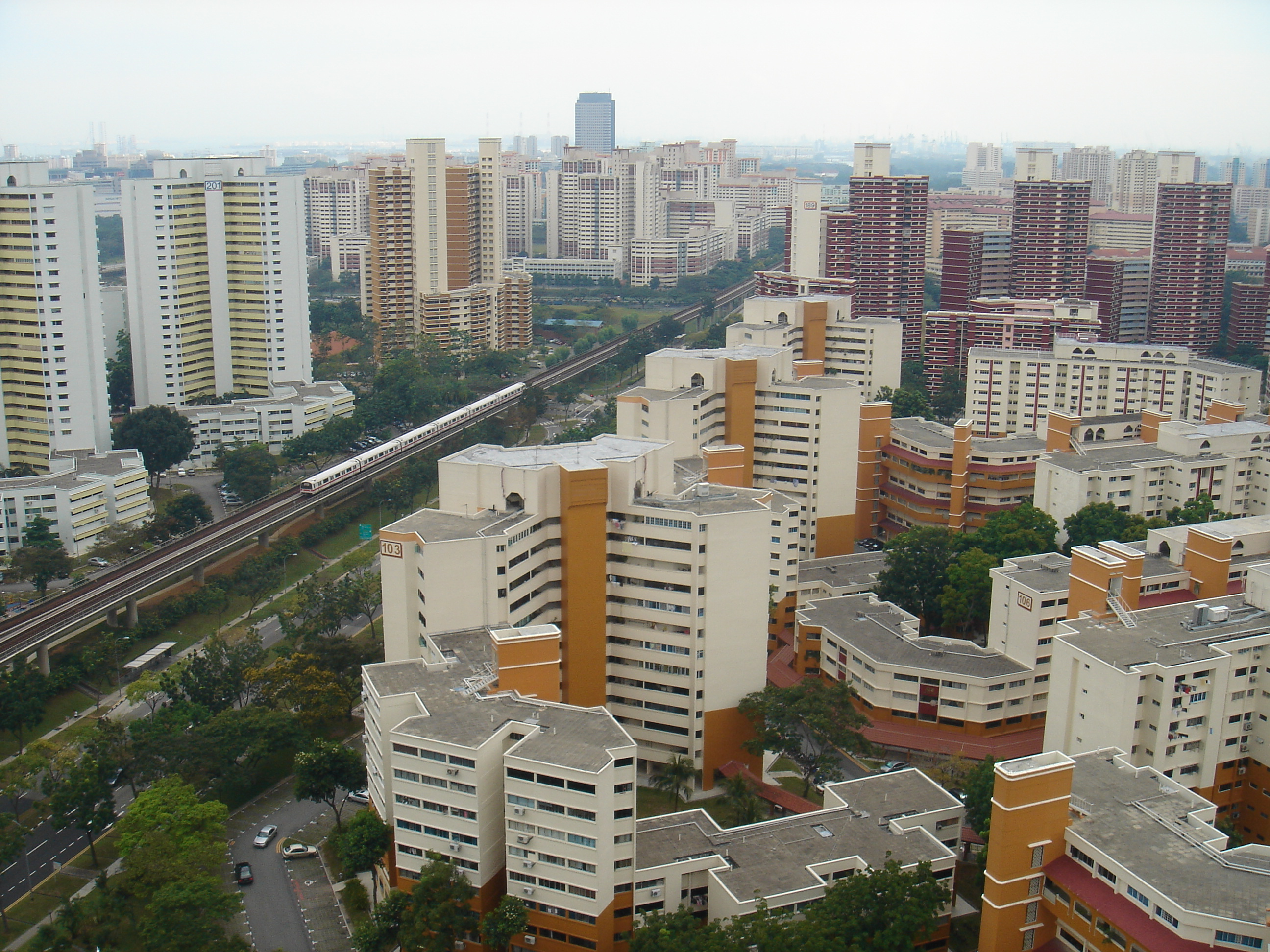
HDB favorise la construction de nouvelles grandes villes.
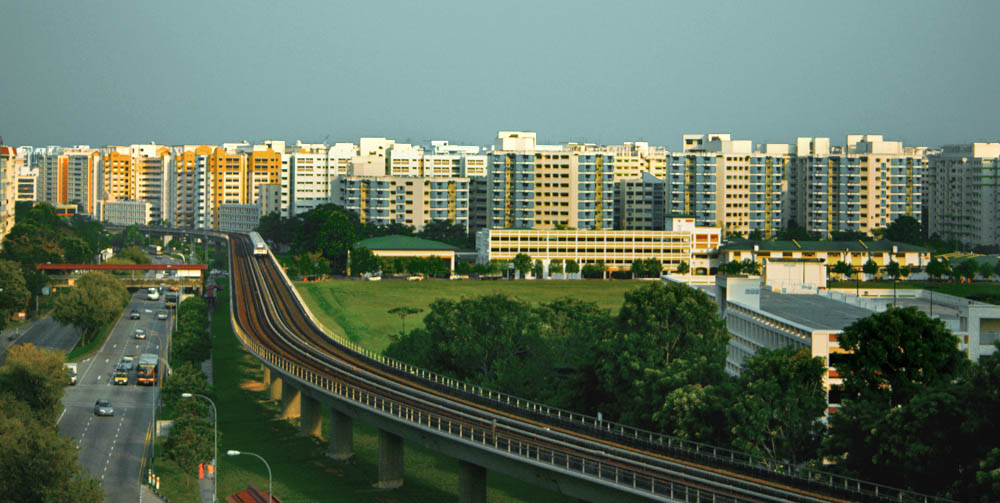
Un complexe immobilier typique de HDB
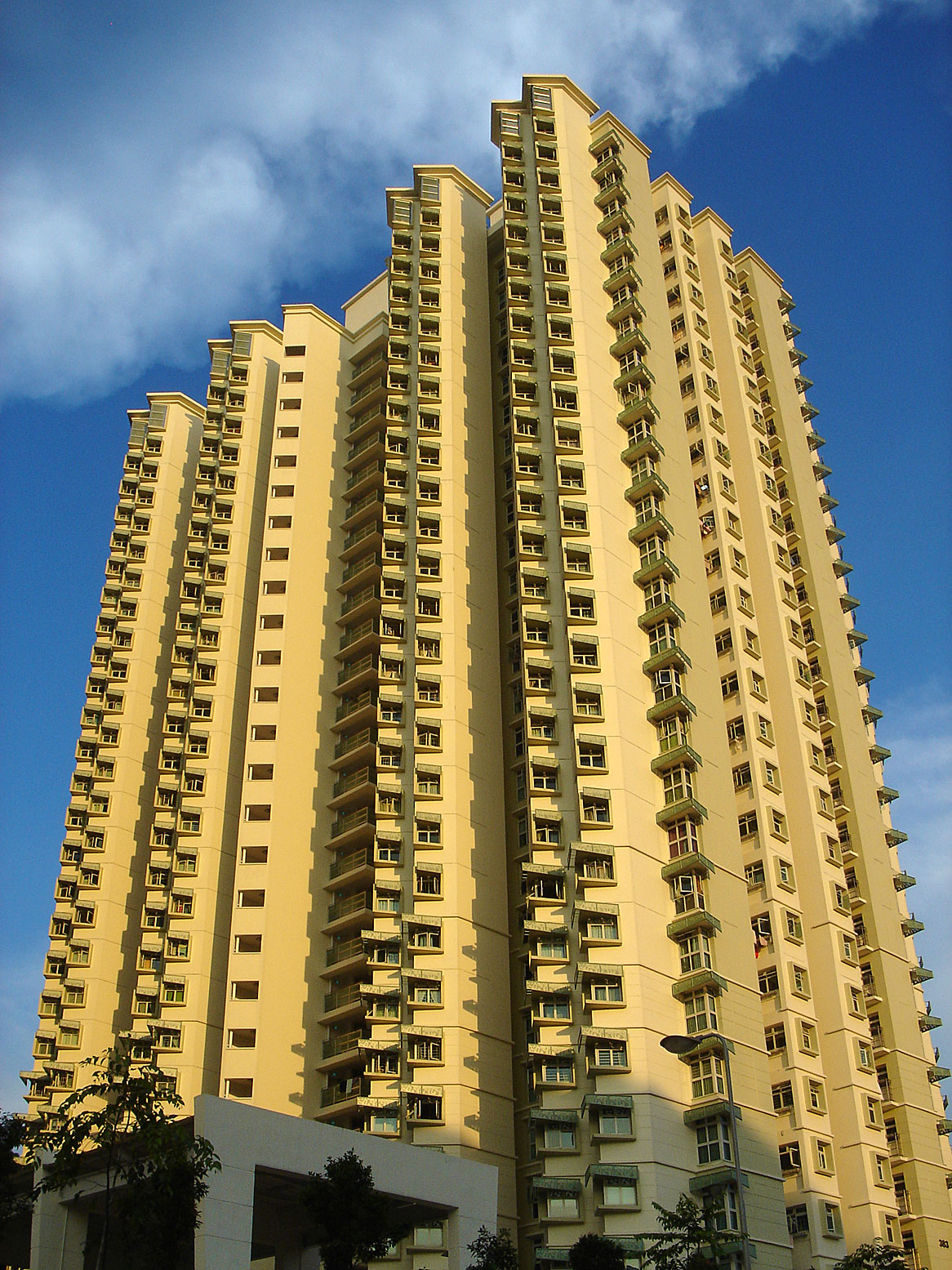
Un immeuble de HDB à Bukit Batok